# Paolo Vazzoler
Paolo Vazzoler (Treviso, 11 novembre 1961) è un ex cestista e dirigente sportivo italiano attivo tra la fine degli anni settanta e l'inizio dei novanta. Giocava come ala piccola.

## Carriera
Soprannominato dai tifosi come il guerriero o piranha, la sua carriera inizia con la Liberti Pallacanestro Treviso in Serie B. Con la squadra trevigiana, dove milita per una decina di stagioni, salvo una breve parentesi a Gorizia e a Perugia, dove ne diventa il capitano della squadra per un lungo tempo. I suoi ultimi anni da cestista professionista li spende con la Reyer Venezia.
Il 4 luglio 2012 è stato nominato presidente della società Treviso Basket srl, che si propone di dare continuità alla Pallacanestro Treviso dopo il disimpegno della famiglia Benetton.
Il 27 febbraio 2024, dopo 12 anni, rassegna le proprie dimissioni da presidente del Treviso Basket.